# Aree Wiratthaworn
Aree Wiratthaworn (in thai: อารีย์ วิรัฐถาวร; Ban Nua, 26 febbraio 1980) è un'ex sollevatrice thailandese medagliata olimpica e mondiale che ha gareggiato nella categoria dei pesi gallo (fino a 48 kg.).

## Carriera
Cominciò a sollevare pesi all'età di 12 anni e nel 2001 debuttò nella squadra nazionale thailandese.
Nel 2003 vinse la medaglia d'argento ai Campionati mondiali di Vancouver con 190 kg. nel totale, alle spalle della cinese Wang Mingjuan (200 kg.).
L'anno successivo Wiratthaworn vinse la medaglia di bronzo ai Campionati asiatici di Almaty con 187,5 kg. nel totale e, dopo qualche mese, prese parte alle Olimpiadi di Atene 2004, conquistando la medaglia di bronzo con 200 kg. nel totale, dietro la turca Nurcan Taylan (210 kg.) e la cinese Li Zhuo (205 kg.).
Nel 2005 Wiratthaworn vinse la medaglia di bronzo ai Campionati mondiali di Doha con 193 kg. nel totale.
Nel 2006 fu nuovamente sul podio ai Campionati mondiali di Santo Domingo con la medaglia d'argento ottenuta sollevando 188 kg. nel totale, dietro la cinese Yang Lian (217 kg.).
Dopo il ritiro dall'attività agonistica Aree Wiratthaworn è diventata un'ufficiale della Marina militare thailandese.